# Manuel dos Santos (político)
Manuel António dos Santos (Mirandela, 5 de dezembro de 1943) é um político português que foi Deputado ao Parlamento Europeu pelo Partido Socialista (PS), parte do Partido dos Socialistas Europeus, de 2001 a 2009 (5.ª  e 6.ª legislaturas) e de 2016 a 2019 (8.ª legislatura), após a renúncia ao mandato de Elisa Ferreira.
Foi secretário de Estado do Comércio no XIII Governo Constitucional de Portugal, liderado por António Guterres. Foi vice-presidente do Parlamento Europeu entre 2005 e 2009.
Em junho de 2017, numa publicação na rede social Twitter, acusou Luísa Salgueiro, então deputada do PS à Assembleia da República eleita pelo círculo do Porto, de «alinhar com os centralistas» e de «pagar favores» ao votar a favor da candidatura de Lisboa a sede da Agência Europeia de Medicamentos, qualificando-a de «cigana e não é só pelo aspecto». A publicação mereceu repúdio generalizado no seio do PS, incluindo do próprio secretário-geral, António Costa, que defendeu a expulsão de Manuel dos Santos do PS, de quem disse que «desonra o seu passado», constituindo «uma vergonha para o PS». Em maio de 2020, a Comissão de Jurisdição Distrital do Porto do PS deliberou aplicar a pena de expulsão da militância no PS a Manuel dos Santos, que recorreu da deliberação para a Comissão Nacional de Jurisdição do PS. Em abril de 2021, a Comissão de Jurisdição Nacional do PS concedeu provimento parcial ao recurso de Manuel dos Santos, substituindo a pena de expulsão pela pena de suspensão do direito de eleger e ser eleito para cargos partidários até dois anos. Recorreu da decisão da Comissão de Jurisdição Nacional para o Tribunal Constitucional, que, em junho de 2021, concedeu provimento ao recurso de Manuel dos Santos e anulou a pena de suspensão do direito de eleger e ser eleito para cargos partidários até dois anos, devido a vícios procedimentais, uma vez que não foram ouvidas no processo de expulsão as testemunhas arroladas por Manuel dos Santos, nem o mesmo foi notificado para se pronunciar sobre a não audição dessas testemunhas. Manteve, assim, a condição de militante do PS.